# دیانا ایگران
دیانا الیس ایگران (به انگلیسی: Dianna Elise Agron) (زاده ۳۰ آوریل ۱۹۸۶) بازیگر، خواننده و رقاص آمریکایی است. او اکنون نقش کویین فبری را در سریال تلویزیونی گلی (تاکنون-۲۰۰۹) بازی می‌کند همچنین نقش اصلی را در فیلم من شماره چهار هستم (۲۰۱۱) بر عهده داشت. او همچنین در فیلم در برابر ساعت (۲۰۱۹) بازی کرده‌است.
- قهرمان‌ها (۲۰۰۷)
- ایکس فاکتور (بریتانیا) (۲۰۱۰)
- من شماره چهار هستم (۲۰۱۱)
- تصادف (۲۰۱۷)
- در برابر ساعت (۲۰۱۹)
- برلین، دوستت دارم (۲۰۱۹)
- شیوا بیبی (۲۰۲۰)

## خیریه
ایگران با پروژه ترور همکاری دارد و تمام پولی که به افتخار تولد وی در سال ۲۰۱۲ جمع شده‌بود به این پروژه اهدا کرد.